# Rząd Ivicy Dačicia
Rząd Ivicy Dačicia – rząd Republiki Serbii urzędujący od 27 lipca 2012 do 27 kwietnia 2014.
Gabinet powstał po wyborach parlamentarnych w 2012 oraz wygranych przez Tomislava Nikolicia wyborach prezydenckich w tym samym roku. Na jego czele stanął Ivica Dačić, przewodniczący Socjalistycznej Partii Serbii. W 2013 doszło do rekonstrukcji rządu, obejmującej m.in. usunięcie z koalicji na żądanie premiera Zjednoczonych Regionów Serbii. W 2014 prezydent Tomislav Nikolić zarządził przedterminowe wybory parlamentarne.
W skład rządu Ivicy Dačicia wchodzili przedstawiciele takich ugrupowań jak: Serbska Partia Postępowa (SNS), Socjalistyczna Partia Serbii (SPS), Partia Zjednoczonych Emerytów Serbii (PUPS), Zjednoczone Regiony Serbii (URS), Nowa Serbia (NS), Socjaldemokratyczna Partia Serbii (SDPS), Partia Akcji Demokratycznej Sandżaku (SDAS), Ruch Socjalistyczny (PS). Po przedterminowych wyborach parlamentarnych w 2014 urząd premiera 27 kwietnia tegoż roku objął Aleksandar Vučić.

## Skład rządu
- premier, minister spraw wewnętrznych: Ivica Dačić (SPS)
- pierwszy wicepremier: Aleksandar Vučić (SNS)
- wicepremier: Suzana Grubješić (URS, do 2013)
- wicepremier, minister handlu krajowego i zagranicznego, telekomunikacji i społeczeństwa informacyjnego: Rasim Ljajić (SDPS)
- wicepremier, minister pracy i polityki społecznej Jovan Krkobabić (PUPS, do 2014)
- minister spraw zagranicznych: Ivan Mrkić (z rekomendacji SNS)
- minister obrony: Aleksandar Vučić (SNS, do 2013), Nebojša Rodić (SNS, od 2013)
- minister finansów i gospodarki: Mlađan Dinkić (URS, do 2013)
- minister finansów: Lazar Krstić (z rekomendacji SNS, od 2013)
- minister gospodarki: Saša Radulović (z rekomendacji SNS, 2013–2014), Igor Mirović (SNS, od 2014, p.o.)
- minister sprawiedliwości i administracji publicznej: Nikola Selaković (SNS)
- minister rolnictwa, leśnictwa i gospodarki wodnej: Goran Knežević (SNS, do 2013), Dragan Glamočić (z rekomendacji SNS, od 2013)
- minister rozwoju regionalnego i administracji samorządowej: Verica Kalanović (URS, do 2013), Igor Mirović (SNS, od 2013)
- minister transportu: Milutin Mrkonjić (SPS, do 2013), Aleksandar Antić (SPS, od 2013)
- minister mieszkalnictwa i budownictwa: Velimir Ilić (NS)
- minister energii, rozwoju i ochrony środowiska: Zorana Mihajlović (SNS)
- minister zasobów naturalnych, górnictwa i planowania przestrzennego: Milan Bačević (SNS)
- minister zdrowia: Slavica Đukić Dejanović (SPS)
- minister edukacji, nauki i rozwoju technologicznego: Žarko Obradović (SPS, do 2013), Tomislav Jovanović (z rekomendacji SPS, od 2013)
- minister kultury i informacji: Bratislav Petković (SNS, do 2013), Ivan Tasovac (z rekomendacji SNS, od 2013)
- minister młodzieży i sportu: Alisa Marić (z rekomendacji SNS, do 2013), Vanja Udovičić (z rekomendacji SNS, od 2013)
- minister bez teki: Sulejman Ugljanin (SDAS)
- minister bez teki: Aleksandar Vulin (PS, od 2013)
- minister bez teki: Branko Ružić (SPS, od 2013)